# Myrsine stenophylla
Myrsine stenophylla är en viveväxtart som först beskrevs av Carl Christian Mez, och fick sitt nu gällande namn av Ricketson och Pipoly. Myrsine stenophylla ingår i släktet Myrsine och familjen viveväxter. Inga underarter finns listade i Catalogue of Life.